# Källaren Remmaren

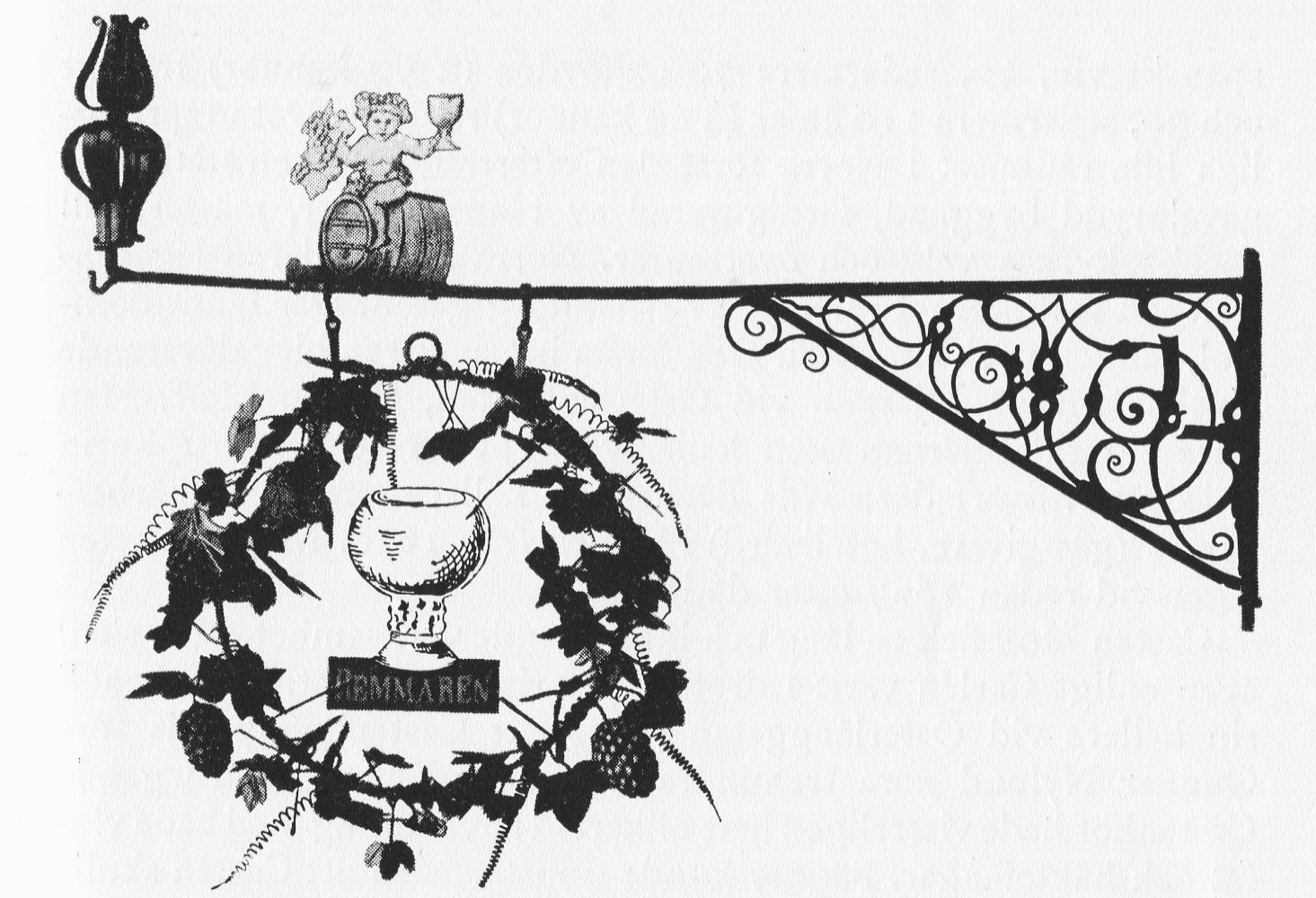
Källaren Remmaren skylt, finns idag på Nordiska museet

Källaren Remmaren var en vinkällare belägen i  kvarteret Trivia vid Österlånggatan 34 i Gamla stan, Stockholm. Remmaren försvann 1895 när Österlånggatan breddades och huset revs men fortsatte sin verksamhet i Den gyldene freden mittemot.

## Historik

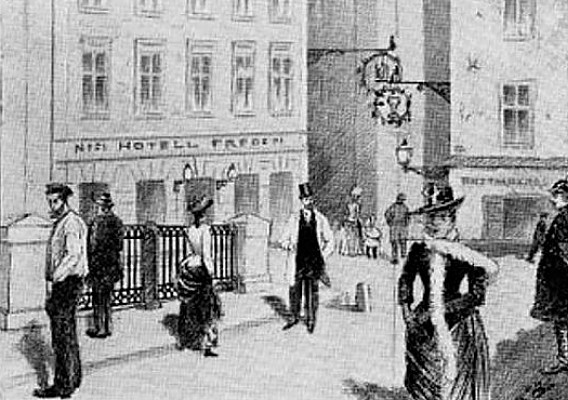
Österlånggatan söderut med Källaren Remmens och Den gyldene fredens skyltar.

Remmaren som historiskt krognamn förekom i Stockholm ett flertal gångar, exempelvis i Tre Remmare på Regeringsgatan och Fyra Remmare på Norrmalm. Den Förgyllda Remmaren låg på Österlånggatan 6 och besjöngs av Carl Michael Bellman som Förgyllda Bägaren (Fredmans epistlar nr 56:1), och så fanns vinkällaren Remmaren på Österlånggatan. Alla hade sina namn efter remmaren, ett pokalformat dryckeskärl av glas, som i sin tur kom från tyskan ”Römer” (römisches Glas). 
Källaren Remmaren på Österlånggatan är omtalad redan 1644, men låg då på Svartmangatan 11 eller 13  i kvarteret Cepheus och senare i kvarteret Pegasus på Österlånggatan 6. Från 1800-talets mitt återfinns Remmaren i kvarteret Trivia (tomt nr 5), adress Österlånggatan 34. Den drevs under en tid av änkan Maria Wibom och hennes syster Brita Ström. Var i huset krogen låg framgår inte av brandförsäkringarna. Enligt författaren Emil Norlander var Remmaren ett favorittillhåll för sjökaptener och deras vänner. Remmaren smyckades av en flaggskylt visande en krans av vinlöv och vindruvsklasar kring en remmare. Skylten med vinlövskrans motsvarade  Vinskänkarsocietets officiella krav för skyltning av vinkällare.
År 1895 förvärvades huset av staden som lät riva det och uppföra ett nytt med en ny, något längre indragen fasadlinje. Anledningen var att bredda Österlånggatan som här möter Prästgatan och svänger in i Järntorget. Vid rivningen drevs Remmaren av Sofia Eklund som beslöt att fortsätta sin verksamhet tvärs över gatan i Den gyldene fredens lokaler som stod övergivna sedan 1891. Så skedde och 1895 nyinvigdes Freden i regi av Sofia Eklund. Istället för att flytta över både namn och skylt från Remmaren valde hon att behålla Fredens skylt och namn. Remmarens skylt med vinlövskrans kring en remmare upphängd på en smideskonsol donerade hon till Nordiska museet.